# ガチャポップ

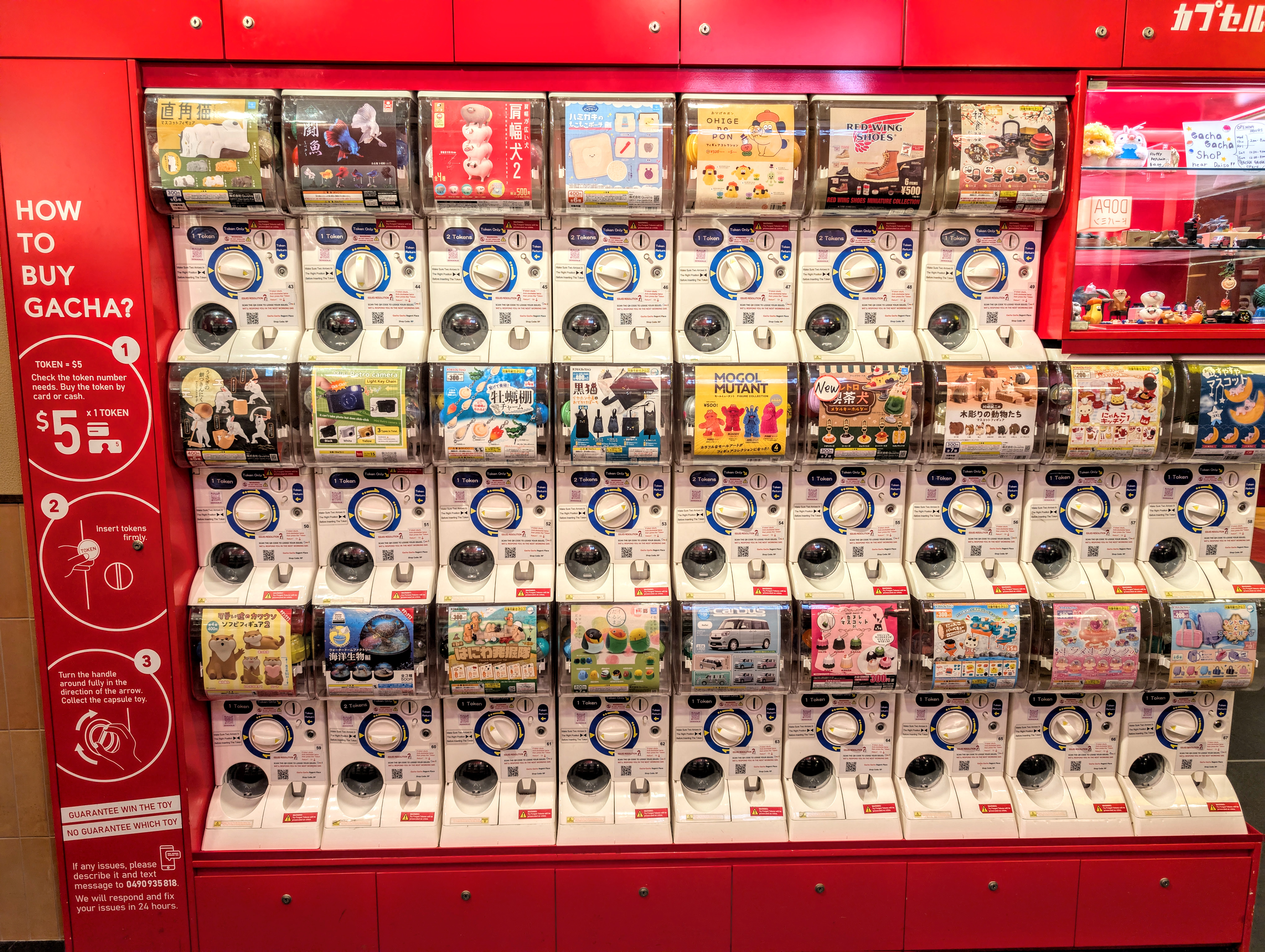
シドニーのショッピングモールに並ぶガチャガチャ（カプセルトイ）。

ガチャポップ（和製英語：Gacha Pop）は、主に2020年代以降に流行した日本のポップ・ミュージックのジャンル、カテゴリーの名称である。Spotifyが、2023年5月に公開したプレイリスト「Gacha Pop」により定義・提唱し、日本国外からも注目を集めた。従来のJ-POPとは異なる枠組みにより、J-POPを再定義するカテゴライズであるとされる。中心的なリスナーはZ世代の若者である。

## 定義
Spotifyによる公式プレイリストの概要には「What pops out!? Roll the gacha and find your Neo J-Pop treasure.（何が出るかな!? ガチャを回して新しいJ-Popのお宝を見つけてね）」と書かれている。
内包する楽曲やその音楽的な様式はシティ・ポップ、ローファイヒップホップ、アニメ関連曲（アニソン）、ボカロ、ネットカルチャー、ハイパーポップ、Vtuberなど多岐にわたるが、国外から注目を集め、日本のポップカルチャーを象徴するような「日本っぽい音楽」を対象としている。
名称は日本発のカルチャーである「ガチャガチャ（カプセルトイ）」に由来し、「おもちゃ箱をひっくり返したような、何が出るかわからない、ポップで雑多な楽しさ」を表現するべく命名された。カプセルトイが日本独自に発展し、海外旅行者の人気を集めていることとも重ねられている。
提唱者であるSpotify Japanの芦澤紀子は『RollingStone』の取材で、プレイリストの選曲基準について「時代も国境もジャンルも超えるというコンセプトが根底にあり、ガチャガチャのように間口は広くフレキシブルでありたいので、日本のポップカルチャーを世界に発信するという定義にハマっていれば、ある意味何でもありだと思っています」と回答している。

## 経緯
日本発の多種多様なポップ・ミュージックは、国内から見ればそれぞれに異なる起源を持っているが、国外からは「クールな日本のポップカルチャー」として一括りに捉えられている側面がある。例としてYOASOBIの楽曲「夜に駆ける」（2019年）は、アニメとタイアップした楽曲ではないが、アニメイラストを使用したミュージック・ビデオやビジュアルイメージにより「ジャパニーズポップカルチャーのアイコニックな存在」として国外リスナーに注目された。
Spotifyは2016年に日本でのサービスを開始しており、以降音楽ストリーミングが日本国内に広く浸透した。Spotifyは同サービスの役割として、上述した多種多様な日本の音楽やポップカルチャーを海外向けに発信することが重要であると認識し、プレイリストの制作を企画した。
YOASOBI「夜に駆ける」、藤井風「死ぬのがいいわ」（2020年）、松原みき「真夜中のドア〜Stay With Me」（1979年リリース・2020年にリバイバルヒット）など日本の楽曲の国外でのバイラルヒットが多発したことに着目したSpotifyは、これらのヒットが海外リスナーの視点に立てば地続きの現象であると考え、従来のJ-POPの枠組みでは説明できないことから、「Gacha Pop」という造語を生み出しこれを命名した。同じくアジア発で世界的にヒットしているK-POPは韓国の国策としてフォーマット化され国外輸出されており、一定の様式を持つ音楽ジャンルである点がガチャポップと異なる。
プレイリスト「Gacha Pop」は2023年5月9日に公開され、2024年8月21日までにSpotifyユーザーによるマイライブラリへの保存数が38万件を超えた。

## 特徴
Spotifyのデータによれば、リスナーの約80%が日本国外のユーザーであり、また50%以上がZ世代の若者である。「日経エンタテインメント！」ではZ世代リスナーの聴取傾向から「Z世代特有の『良いものは良い』というボーダーレスな価値観と、良いと思ったものは友人たちともシェアしたいというスタンスが見て取れる」と評している。
リアルサウンドのライター曽我美なつめは、ガチャポップの特徴を「イラストジャケットが用いられた楽曲の多さ」「“非リアリティ／非現実的な世界観を持つアーティスト”の活躍」「VOCALOID発祥の地で遂げた電子音楽の発展」の3つにまとめている。

### イラストを使用したジャケット
ガチャポップの楽曲では、アニメ主題歌ではない楽曲においても、実在人物や写真ではなくイラストを用いたジャケットでリリースされることが多い。典型的な例としてなとり「Overdose」、音田雅則「fake face dance music」、こっちのけんと「はいよろこんで」が挙げられる。
「日経エンタテインメント!」はこの点について「海外のリスナーにとっては、アニメやマンガの要素があるほうが日本特有の『サブカル感』が強いと感じられ、新しい価値観における『ジャケ買い』といえるのかもしれない」と分析している。

### アーティストの非現実性

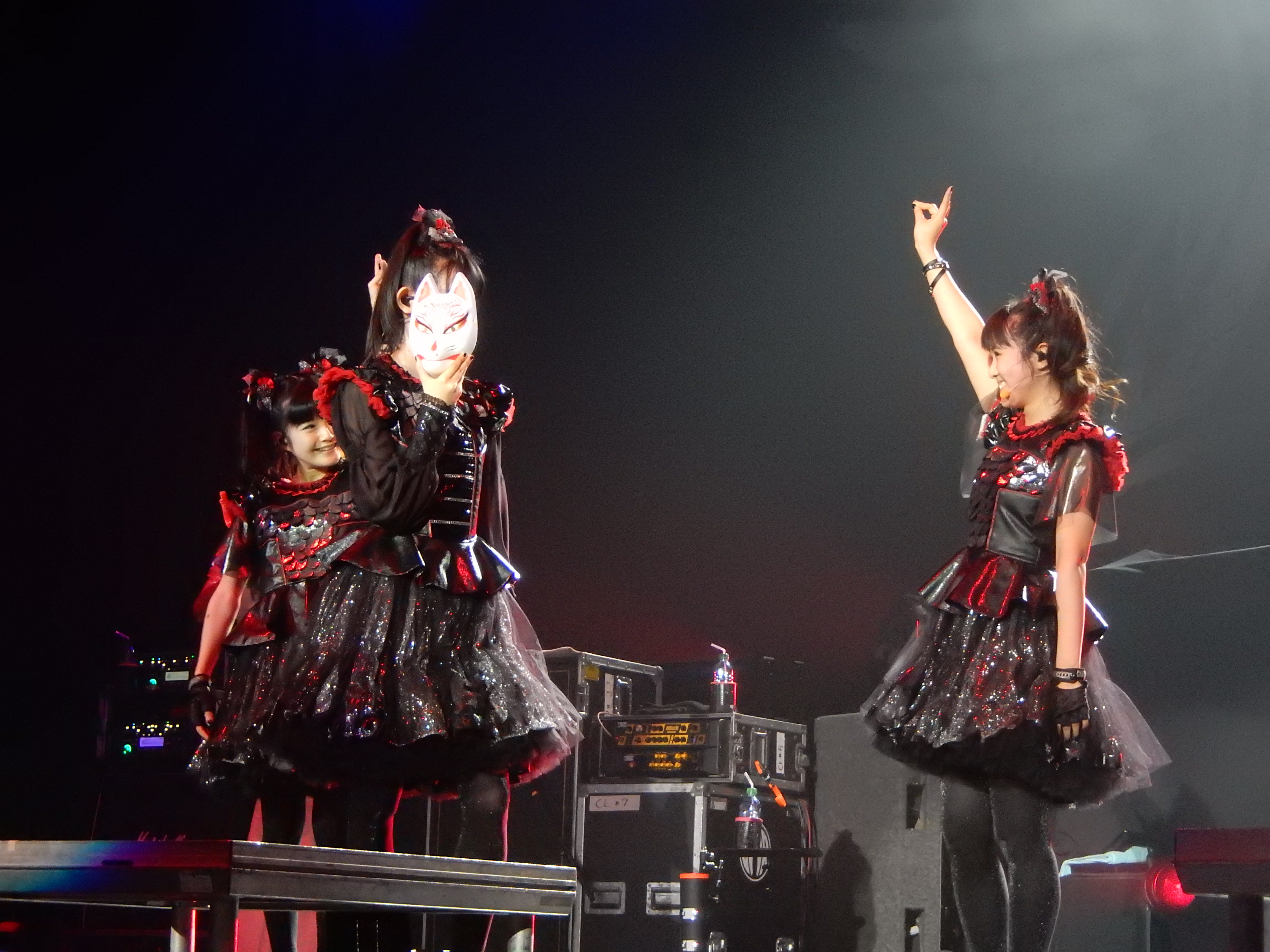
狐面をつけてパフォーマンスするBABYMETAL（2016年のロンドン公演にて）

ガチャポップには、ボーカロイドやVtuberである星街すいせいやMori Calliopeといった、二次元キャラクターのアバターを持つアーティストが分類されている。さらにAdo、Eve、ヨルシカ、ロクデナシやyamaといった、三次元の実在人物でありながらも顔や姿を隠して活動する歌手の存在も特徴的であるとされる。また、セーラー服を着てパフォーマンスする新しい学校のリーダーズや、ラウドロックやハードコアに分類され二次元キャラクターチックなビジュアルを持つ花冷え。、BAND-MAID、BABYMETALなど、三次元かつ顔出しをしていても、ビジュアル面でキャラクター的な非現実性を持ったアーティストの存在も指摘されている。
芦澤はこの点について、「アニメ作品と直接関係がなくても、tuki.や『ユイカ』などジャケットにイラストを使っているもの、顔出しをしていないアーティストが自身の世界観をイラストで表現しているものへの反応が大きいことも改めて実証されました。これはボカロカルチャーとの親和性も強いです」と説明している。

### 日本における電子音楽の発展
同時代の音楽市場においてはヒップホップやEDMなどの電子音楽が世界的に流行している。曽我美は、電子楽器の世界的メーカーであるヤマハやローランドが日本の企業であり、またVOCALOIDの開発もヤマハによるものであることから、「開発メーカーのお膝元という環境ゆえにそうした電子音楽がこの国で飛躍的発展を遂げたという仮説も大きく筋違いではないのだろう」と推測している。

## 論評
ライターのユウゴスガはSpotifyの公式プレイリストについて「ここに選ばれた楽曲たちは、世界が求める”日本的な魅力”を詰め込んだ、集大成のような存在」と述べ、同カテゴリーについて「世界への輸出という点において、Gacha Popは明確な『ポップスの未来』だ。K-POPに拮抗するような、日本の感性を世界に発信できる新しいジャンル……いや、スタイルなのだ。」と評した。また、ニコニコ動画発のVOCALOID系楽曲やMAD文化との関連に触れ、YOASOBI、Eve、ヨルシカ、なとりやずっと真夜中でいいのに。ら「ネット世代のアーティストが非常に多くフィーチャーされている」点が最も斬新であると指摘している。
社会学者の中山淳雄は、YOASOBI「アイドル」（『【推しの子】』主題歌）やCreepy Nuts「Bling-Bang-Bang-Born」（『マッシュル-MASHLE-』主題歌）などのガチャポップとして注目されるアニメソングについて、「これらが大ヒットしたのは、当該アニメへのリスペクトを感じさせつつ、その世界観を新しい形で解釈し、作品世界を拡張する楽曲になっているからだ。1990～2000年代の『すでに出来上がっていた曲をアニメに当てはめる』や『ラストでアニメタイトルを絶叫する』といった表面的なコラボとは全く違う。『推しの子』のように、「アイドル」の歌詞が後々、アニメの原作マンガの伏線となるなど、音楽を物語の本筋とは別次元の、もう一つの “キャンバス” にしたことが大きい。」と分析している。
また、imaseや藤井風、XGなどの楽曲がK-POPアイドルらに取り上げられたことをきっかけに世界的にヒットしたことを例に挙げ、「日本楽曲好きのアジアのインフルエンサーが取り上げ、韓国やタイ、インドネシアでバズを生んだものが、その後欧州や南米などを経由して北米に届く事例が多い」として、その流通過程における「オールアジアの共鳴効果」に注目している。